# Солидарность труда
«Солидарность труда» (пол. Solidarność Pracy; SP) — польская левая политическая партия начала 1990-х годов. Происходила от демосоциалистического крыла движения «Солидарность». В 1992 присоединилась к Унии труда.

## Предыстория тенденции
В профобъединении Солидарность первоначально видное место занимала тенденция демократического социализма. Основным её принципом было рабочее самоуправление, ведущим идеологом выступал диссидент-марксист Кароль Модзелевский, автор названия профсоюза. К концу 1981 года эта тенденции начала политически консолидироваться в Клубах Самоуправляемой Речи Посполитой.
Введение военного положения прервало этот процесс. К концу 1980-х в «Солидарности» уже преобладали более правые либеральные тенденции. Практически они реализовались в экономической политике правительства Мазовецкого—Бальцеровича, проводимой ещё при президентстве недавнего лидера ПОРП генерала Ярузельского.

Ярузельский сначала танками защитил социализм, а потом стал первым президентом польского капитализма. Действия Ярузельского начинают выглядеть осмысленными, когда мы понимаем, что целью его войны было уничтожение первой «Солидарности» — профсоюза, стоявшего на пути новой системы.

Иоанна Дуда-Гвязда

## Создание и развитие
После выборов 1989 года в сейме был сформирован Гражданский парламентский клуб, объединивший депутатов от «Солидарности». В этом объединении выделилась левоориентированная группа из 20-30 депутатов. Пятеро из них — Рышард Бугай, Казимеж Блащик, Александр Малаховский, Анджей Микловский, Роман Негош — в августе 1990 года сошлись во фракцию «Солидарность труда» (SP). Инициативу поддержали сенаторы Кароль Модзелевский и Ян Юзеф Липский, ветераны польского диссидентства и активисты «Солидарности», известные своими социалистическими взглядами.
Парламентская группа предприняла организационные шаги для создания партии. Идеологическую основу составили теоретические воззрения Модзелевского, Липского и Яцека Куроня, изложенные десятилетием ранее в Декларации Клубов Самоуправляемой Речи Посполитой. Партия находилась в оппозиции слева правительственной политике, хотя Модзелевский был сдержан в её критике (министром труда и социальной политики в кабинете Мазовецкого являлся его давний друг и единомышленник Куронь).
На выборах 1991 «Солидарность труда» получила почти 231 тысячу голосов, что составило немногим более 2 %. Это позволило сформировать депутатскую группу из 4 человек — Рышард Бугай, Александр Малаховский, Пётр Чарнецкий, Войцех Квятковский. Председателем партии стал Анджей Микловский. Все лидеры партии были активистами «Солидарности». Скромный результат объяснялся, в частности, тем, что левая риторика более эффективно использовалась бывшей ПОРП.

## Новая партия
Идейное влияние Модзелевского на «Солидарность труда» было столь очевидно, что SP ассоциировалась с этим политиком, хотя он не занимал в ней руководящих постов. Социал-демократизация бывшей правящей компартии побудила Модзелевского к новому политическому проекту: альянсу «левой пост-ПОРП и левой пост-Солидарности».

Стратег социалистического самоуправления пошёл ещё дальше. Его организация «Солидарность труда» сошлась с левыми идеалистами из рассыпавшейся ПОРП (встречались такие и там). Общая партия называется Союз труда. Настоящие левые социал-демократы. С уклоном в идеи молодого пана Кароля, доказывавшего право рабочего на всю произведённую стоимость.

Партия Уния труда, объединившая «Солидарность труда», Демократическое социальное движение Збигнева Буяка и Польскую социал-демократическую унию бывшего первого секретаря Гданьского воеводского комитета ПОРП Тадеуша Фишбаха, была учреждена в июне 1992 года.